# Regina Speiseder
Regina Speiseder (* im 20. Jahrhundert in Straubing) ist eine deutsche Schauspielerin.

## Leben
Speiseder erhielt ihre Schauspielausbildung von 2009 bis 2013 an der Otto-Falckenberg-Schule in München. In dieser Zeit stand sie an den Münchner Kammerspielen auf der Bühne.
Ihr erstes Festengagement erhielt sie 2013 am Münchner Kinder- und Jugendtheater Schauburg. Ab 2017 war sie freiberuflich unter anderem am Stadttheater Landsberg, am Vorstadttheater in Basel sowie beim Sommertheater Winterthur tätig. Mit der Spielzeit 2020/21 wurde sie Ensemblemitglied am Theater Heilbronn, wo sie unter anderem als Myrtle Mae in Mein Freund Harvey, als Alkmene in Amphitryon von Heinrich von Kleist, in der Uraufführung von Schwarze Schwäne von Christina Kettering, als Isabella in Shakespeares Maß für Maß sowie in Gott von Ferdinand von Schirach auf der Bühne stand.
Von 2013 bis 2019 hatte sie in der ZDF-Serie Die Rosenheim-Cops eine wiederkehrende Rolle als Kellnerin Steffi Bachleitner aus dem „Times Square“ an der Seite von Christian K. Schaeffer als Ignaz „Jo“ Caspar. In der Anfang 2024 veröffentlichten Folge Gier nach Gold der ARD-Krimireihe Ein Krimi aus Passau war sie als Kellnerin Franziska, genannt „Ska“, zu sehen. Für ihre Hauptrolle als Anna im Kurzspielfilm Versprochen von Alissa Autschbach wurde sie 2024 für den Blaue Blume Award für die beste schauspielerische Leistung nominiert.
Neben ihrer Tätigkeit als Schauspielerin ist sie auch als Sprecherin tätig.

## Filmografie (Auswahl)
- 2013–2019: Die Rosenheim-Cops (Fernsehserie)
- 2013: Schatten der Vergangenheit (Kurzfilm)
- 2014: Störgeräusch (Kurzfilm)
- 2015: München 7 – Bombenhochzeit (Fernsehserie)
- 2017: Gestrandet (Kurzfilm)
- 2020: Frühling – Spuren der Vergangenheit (Fernsehserie)
- 2021: Hitzig – Ein Saunagang (Kurzfilm)
- 2024: Gier nach Gold. Ein Krimi aus Passau (Fernsehreihe)